# Dover (Carolina del Nord)
Dover és una població dels Estats Units a l'estat de Carolina del Nord. Segons el cens del 2008 tenia 418 habitants.

## Demografia
Segons el cens del 2000, Dover tenia 443 habitants, 185 habitatges i 135 famílies. La densitat de població era de 180 habitants per km².
Dels 185 habitatges en un 23,2% hi vivien nens de menys de 18 anys, en un 52,4% hi vivien parelles casades, en un 17,8% dones solteres, i en un 26,5% no eren unitats familiars. En el 22,7% dels habitatges hi vivien persones soles l'11,4% de les quals corresponia a persones de 65 anys o més que vivien soles. El nombre mitjà de persones vivint en cada habitatge era de 2,39 i el nombre mitjà de persones que vivien en cada família era de 2,82.
Per edats la població es repartia de la següent manera: un 22,1% tenia menys de 18 anys, un 5,9% entre 18 i 24, un 26,6% entre 25 i 44, un 27,1% de 45 a 60 i un 18,3% 65 anys o més.
L'edat mediana era de 42 anys. Per cada 100 dones de 18 o més anys hi havia 79,7 homes.
La renda mediana per habitatge era de 25.156 $ i la renda mediana per família de 38.125 $. Els homes tenien una renda mediana de 28.750 $ mentre que les dones 20.446 $. La renda per capita de la població era de 14.384 $. Entorn del 15,6% de les famílies i el 20,1% de la població estaven per davall del llindar de pobresa.

## Poblacions més properes
El següent diagrama mostra les poblacions més properes.